# Fulton (Dakota del Sud)
Fulton és una població dels Estats Units a l'estat de Dakota del Sud. Segons el cens del 2000 tenia 86 habitants.

## Demografia
Segons el cens del 2000, Fulton tenia 86 habitants, 38 habitatges, i 29 famílies. La densitat de població era de 39,1 habitants per km².
Dels 38 habitatges en un 23,7% hi vivien nens de menys de 18 anys, en un 76,3% hi vivien parelles casades, en un 2,6% dones solteres, i en un 21,1% no eren unitats familiars. En el 21,1% dels habitatges hi vivien persones soles el 7,9% de les quals corresponia a persones de 65 anys o més que vivien soles. El nombre mitjà de persones vivint en cada habitatge era de 2,26 i el nombre mitjà de persones que vivien en cada família era de 2,6.
Per edats la població es repartia de la següent manera: un 17,4% tenia menys de 18 anys, un 3,5% entre 18 i 24, un 25,6% entre 25 i 44, un 29,1% de 45 a 60 i un 24,4% 65 anys o més.
L'edat mediana era de 48 anys. Per cada 100 dones de 18 o més anys hi havia 82,1 homes.
La renda mediana per habitatge era de 26.875 $ i la renda mediana per família de 30.000 $. Els homes tenien una renda mediana de 26.875 $ mentre que les dones 22.813 $. La renda per capita de la població era de 13.062 $. Entorn del 15,6% de les famílies i el 24,7% de la població estaven per davall del llindar de pobresa.

## Poblacions més properes
El següent diagrama mostra les poblacions més properes.